# 2008 في بيرو
فيما يلي قوائم الأحداث التي وقعت خلال عام 2008 في بيرو.

## رياضة
- 1 يناير – الدوري البيروفي لكرة القدم 2008 الفائز Club Deportivo Universidad de San Martín de Porres [الإنجليزية]‏.
- 1 يناير – بطولة أمريكا الجنوبية لألعاب القوى للشباب 2008
- 1 يناير – دوري الدرجة الثانية البيروفي 2008 الفائز Total Chalaco [الإنجليزية]‏.
- 1 يناير – كوبا بيرو 2008 الفائز سبورت وانكايو.

## أفلام
من الأفلام التي صدرت هذه السنة في بيرو:
- 1 يناير – الحليب الحزن من إخراج كلوديا لوسا.

## وفيات

### مارس
- 4 مارس – أوسكار غوميز سانشيز (مواليد 1934) لاعب كرة قدم بيروفي.

### مايو
- 27 مايو – أليخاندرو روموالدو (مواليد 1926) شاعر بيروفي.

### أغسطس
- 23 أغسطس – دوريس جيبسون (مواليد 1910) صحفية بيروفية.
- 25 أغسطس – ماريو بينيا (مواليد 1952) سياسي بيروفي.

### سبتمبر
- 29 سبتمبر – لويس دي سوزا فيريرا (مواليد 1908) لاعب كرة قدم بيروفي.

### أكتوبر
- 17 أكتوبر – أنخيل يوريبا (مواليد 1943) لاعب كرة قدم بيروفي.

### ديسمبر
- 11 ديسمبر – كارلوس إم. أوتشوا (مواليد 1929) عالم نبات بيروفي.